# George Jones Salutes Hank Williams
Albums de George Jones
White Lightning and Other Favorites
(1959) Songs from the Heart
(1962)
George Jones Salutes Hank Williams est un album de l'artiste américain de musique country George Jones. L'album est sorti en 1960 sur le label Mercury Records.

## Liste des pistes
Toutes les chansons écrites par Hank Williams, sauf indication contraire.
| No  | Titre                                           | Auteur                  | Durée |
| --- | ----------------------------------------------- | ----------------------- | ----- |
| 1.  | Cold, Cold Heart                                |                         | 3:20  |
| 2.  | Nobody's Lonesome for Me                        |                         | 2:05  |
| 3.  | Hey, Good Lookin'                               |                         | 2:19  |
| 4.  | Howlin' at the Moon                             |                         | 2:44  |
| 5.  | There'll Be No Teardrops Tonight                |                         | 2:47  |
| 6.  | Half as Much                                    |                         | 2:20  |
| 7.  | Jambalaya (On the Bayou)                        |                         | 2:11  |
| 8.  | Why Don't You Love Me (Like You Used to Do)?    |                         | 2:06  |
| 9.  | Honky Tonkin'                                   |                         | 2:03  |
| 10. | I Can't Help It (If I'm Still in Love With You) |                         | 2:24  |
| 11. | Settin' the Woods on Fire                       | Ed G. Nelson, Fred Rose | 2:10  |
| 12. | Window Shopping                                 | Marcel Joseph           | 2:23  |